# Zaricicea (Berehove), Mostîska
Zaricicea (în ucraineană Заріччя) este un sat în comuna Berehove din raionul Mostîska, regiunea Liov, Ucraina.

## Demografie
Componența lingvistică a localității Zaricicea
     Ucraineană (99,7%)
     Alte limbi (0,3%)
Conform recensământului din 2001, majoritatea populației localității Zaricicea era vorbitoare de ucraineană (99,7%), existând în minoritate și vorbitori de alte limbi.